# Votivkirche (Wien)

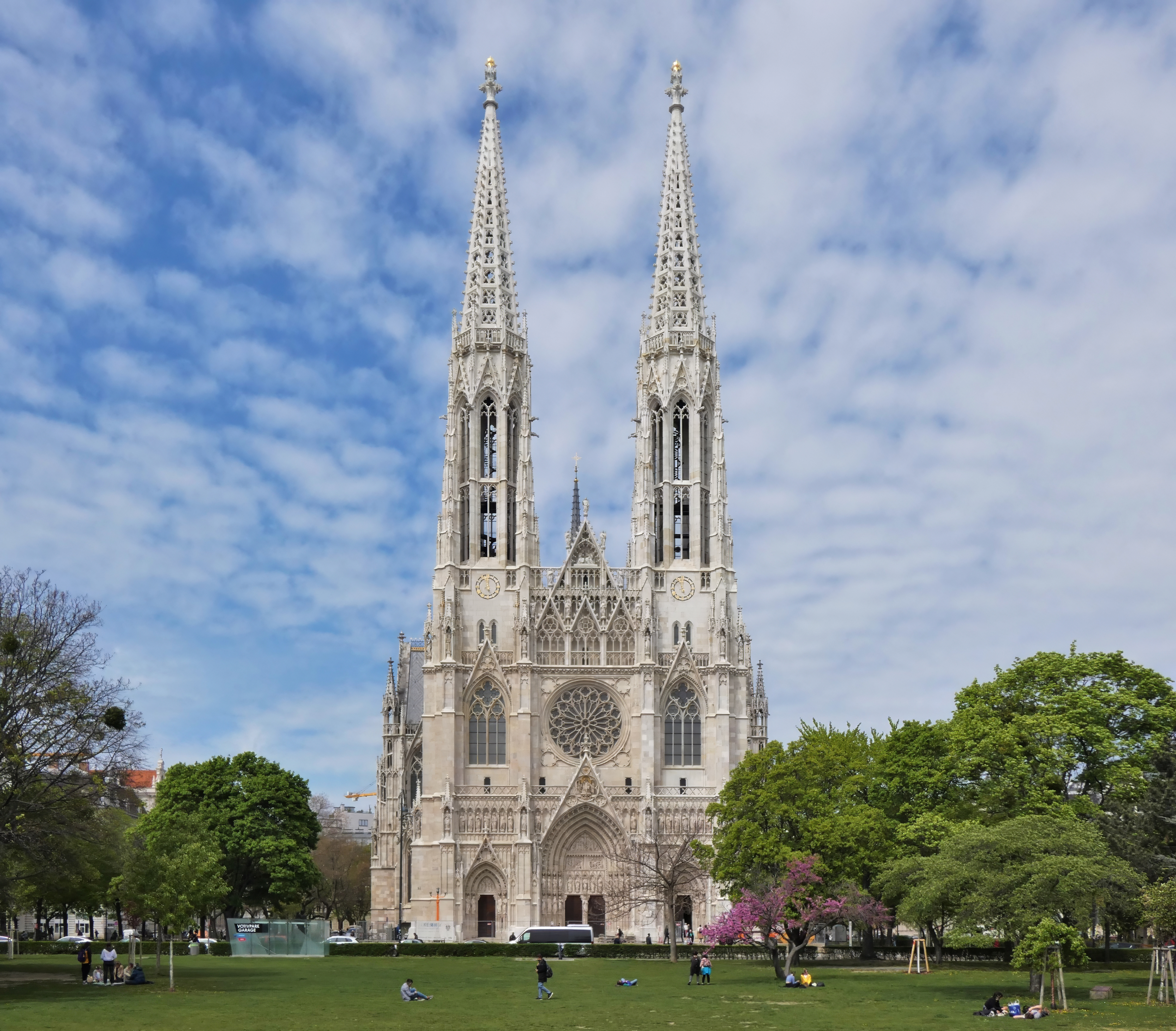
Votivkirche

Die Votivkirche ist eine römisch-katholische Kirche an der Ringstraße in der österreichischen Hauptstadt Wien. Der neogotische Sakralbau wurde 1856 bis 1879 durch Franz Joseph I. von Heinrich Ferstel als Votivgabe für das misslungene Attentat auf den Kaiser 1853 errichtet. Mit 99 Metern ist der „Ringstraßendom“ nach dem Stephansdom die zweithöchste Kirche Wiens.

## Geschichte

### Vorgeschichte
Die Entstehung des Gotteshauses, errichtet durch den Architekten Heinrich Ferstel, geht auf das Misslingen des Attentats auf den jungen Kaiser Franz Joseph I. am 18. Februar 1853 durch den Schneidergesellen János Libényi zurück. Franz Josephs Bruder, Erzherzog Ferdinand Maximilian, der spätere Kaiser von Mexiko, rief nach dem Attentat „zum Dank für die Errettung Seiner Majestät“ zu Spenden auf, um in Wien eine neue Kirche zu bauen. Diese sollte als Votivgabe (Dankgeschenk) der Völker der Monarchie für die Errettung Franz Josephs errichtet werden. 300.000 Bürger folgten dem Spendenaufruf. Im neuen Dom sollten alle Nationen der Donaumonarchie ihre geistige und politische Heimat finden.
Am 2. April 1854 wurde in der Wiener Zeitung ein internationaler Architekturwettbewerb für den Kirchenbau ausgeschrieben, zu dem 75 Entwürfe eingereicht wurden. Die Jury entschied sich für das Projekt des damals 26-jährigen Architekten Heinrich Ferstel. Ursprünglich war für die Kirche ein Bauplatz in der Nähe des Schlosses Belvedere geplant gewesen. Diese Idee wurde jedoch auf Grund der Entlegenheit aufgegeben. Schließlich wurde als Baugrund ein Grundstück im Gebiet des abgerissenen Glacis in der Alservorstadt ausgewählt. Die Grundsteinlegung erfolgte am 24. April 1856 durch Kaiser Franz Joseph und Kardinal Rauscher in Anwesenheit von 80 Erzbischöfen und Bischöfen. Man nahm dafür einen Kalkstein vom Tale Josaphat (Ölberg) in Jerusalem.

### Baugeschichte

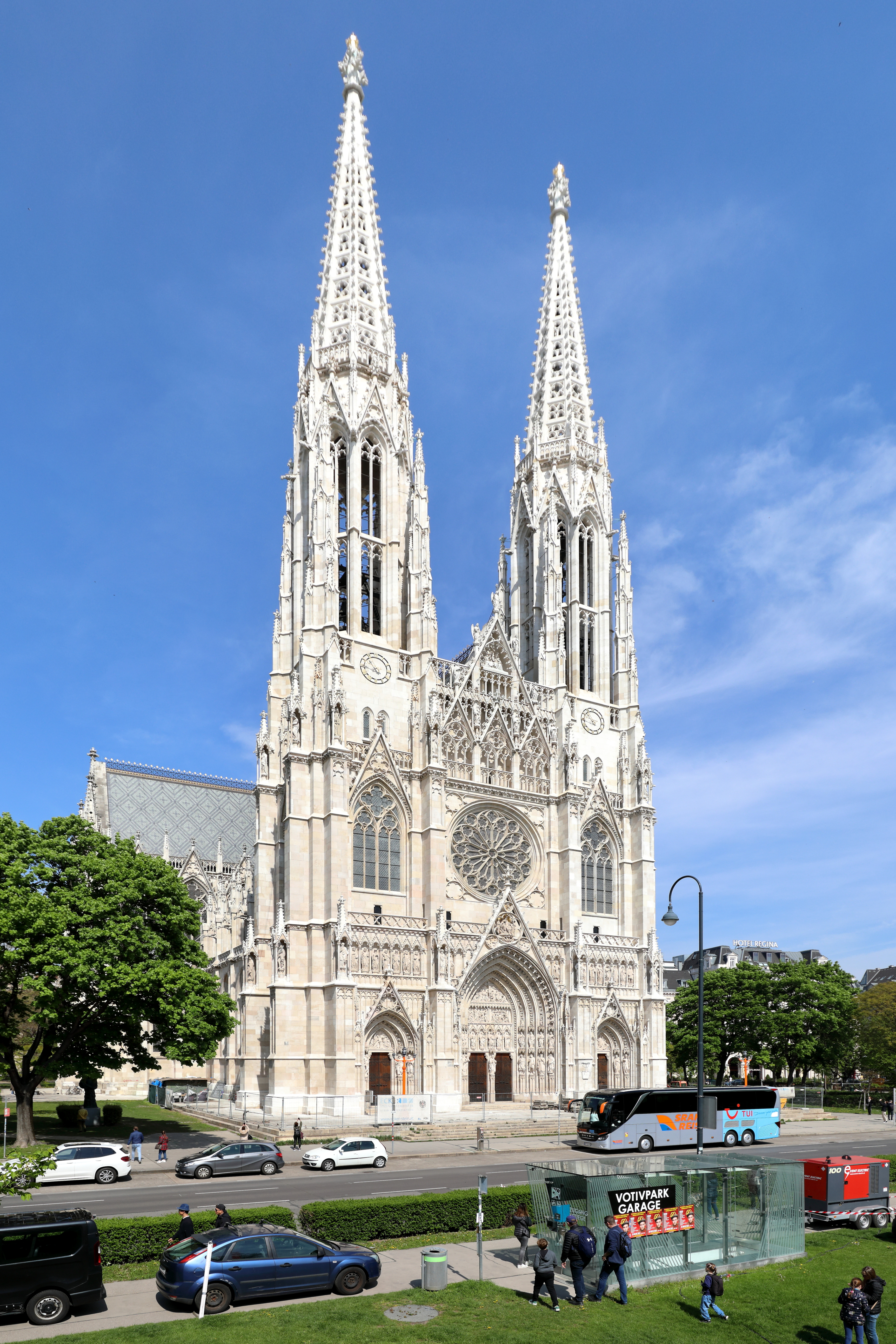
Südsüdostansicht der Votivkirche

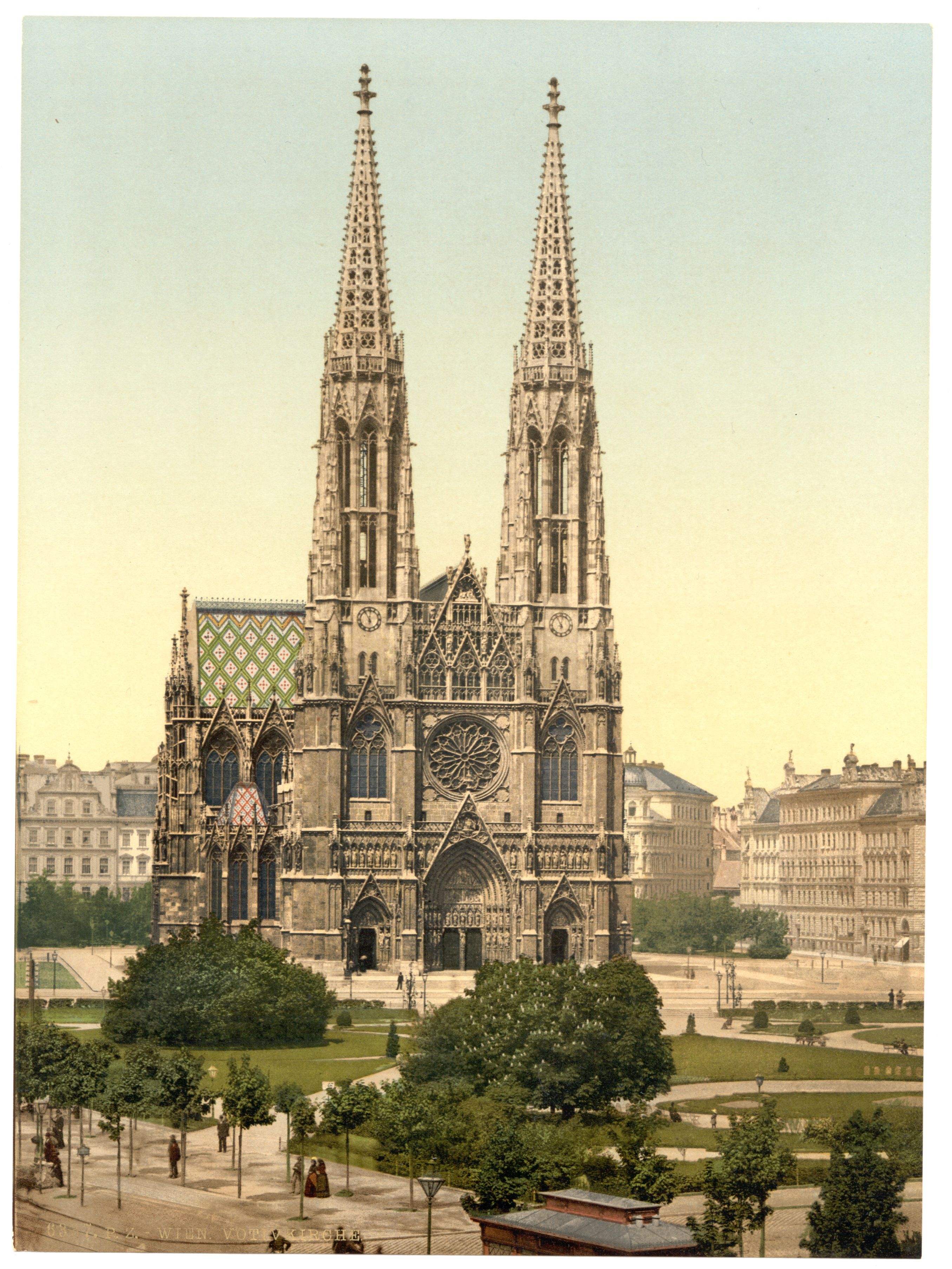
Historische Ansicht der Votivkirche (1890)

Der Prager Bauleiter und Steinmetzmeister Joseph Kranner urteilte über mögliche Steinarten: Besonders schön und hart sei der Kalkstein von Wöllersdorf in den Brüchen der Familien Jäger und Moosbrugger. Als „Oberwerkmeister“ des Votivkirchenbaues mit der Aufsicht über die Poliere und das ganze Arbeitspersonal, richtete er eine Bauhütte für 200 (!) Steinmetzen, einen Modelliersaal, die Kanzlei mit dem darüber befindlichen Reißboden, eine Schmiede usw. ein. Nach seinem Tod 1871 übernahm Hermann Riewel diese Aufgabe.
Der Bau der Kirche nahm über 20 Jahre in Anspruch. Zunächst wurden die Fundamente des Chors gelegt und der Chor errichtet, der 1857 bis in die Höhe der Absidialkapellen reichte und gemeinsam mit dem Kreuzschiff bis 1859 auf die Höhe der Seitenschiffe erhöht wurde. 1860 wurden die Fundamente der Türme geschaffen und der Langbau bis in die Höhe der Seitenschiffe gebracht. 1861 erreichte die gesamte Kirche die Höhe der Seitenschiffe. 1862 bis 1863 erfolgte die Erhöhung der Türme und des Langhauses bis zur Höhe des Hauptschiffes, 1864 wurden mit dem Kreuzschiff begonnen und die Türme bis zum mittleren Dachgiebel erhöht. Besondere Energie steckte Ferstel in den Bau der Türme, da oftmals bei großen Kirchen die Türme unvollendet blieben. Durch eine Subvention von 150.000 Gulden des Wiener Gemeinderates konnte er die Türme im zehnten Baujahr vollenden und erreichte am 18. August 1868 eine Höhe von 99 Metern. 1872 wurde das Kirchenschiff eingewölbt und ein Jahr später wurden die von Georg Sigl konstruierten und von seinem Unternehmen gelieferten Dachstühle aufgesetzt. Innenausstattung und die Vollendung der Bauarbeiten dauerten weitere sechs Jahre an. Nach 23 Jahren Bauzeit wurde die Kirche am 24. April 1879, anlässlich der Silberhochzeit des Kaiserpaares, geweiht.
Der Platz vor der Votivkirche war der Maximilianplatz. Zwischen 1862 und 1918 war die Votivkirche auf Anordnung von Kaiser Franz Joseph I. die katholische Garnisonskirche Wiens. Die Wiener Votivkirche ist ein wesentliches Vorbild der Speyrer Gedächtniskirche.
Nach etwa 25 Jahre andauernden Renovierungsarbeiten innen und außen – notwendig aufgrund bis dahin nicht behobener Schäden durch den Zweiten Weltkrieg und Verwitterung – wurde das Ende der Renovierung am 26. November 2023 mit einem Hochamt gefeiert. Die Kosten für die Renovierung werden im Jahr 2023 mit etwa 40 Millionen Euro beziffert.

## Baubeschreibung

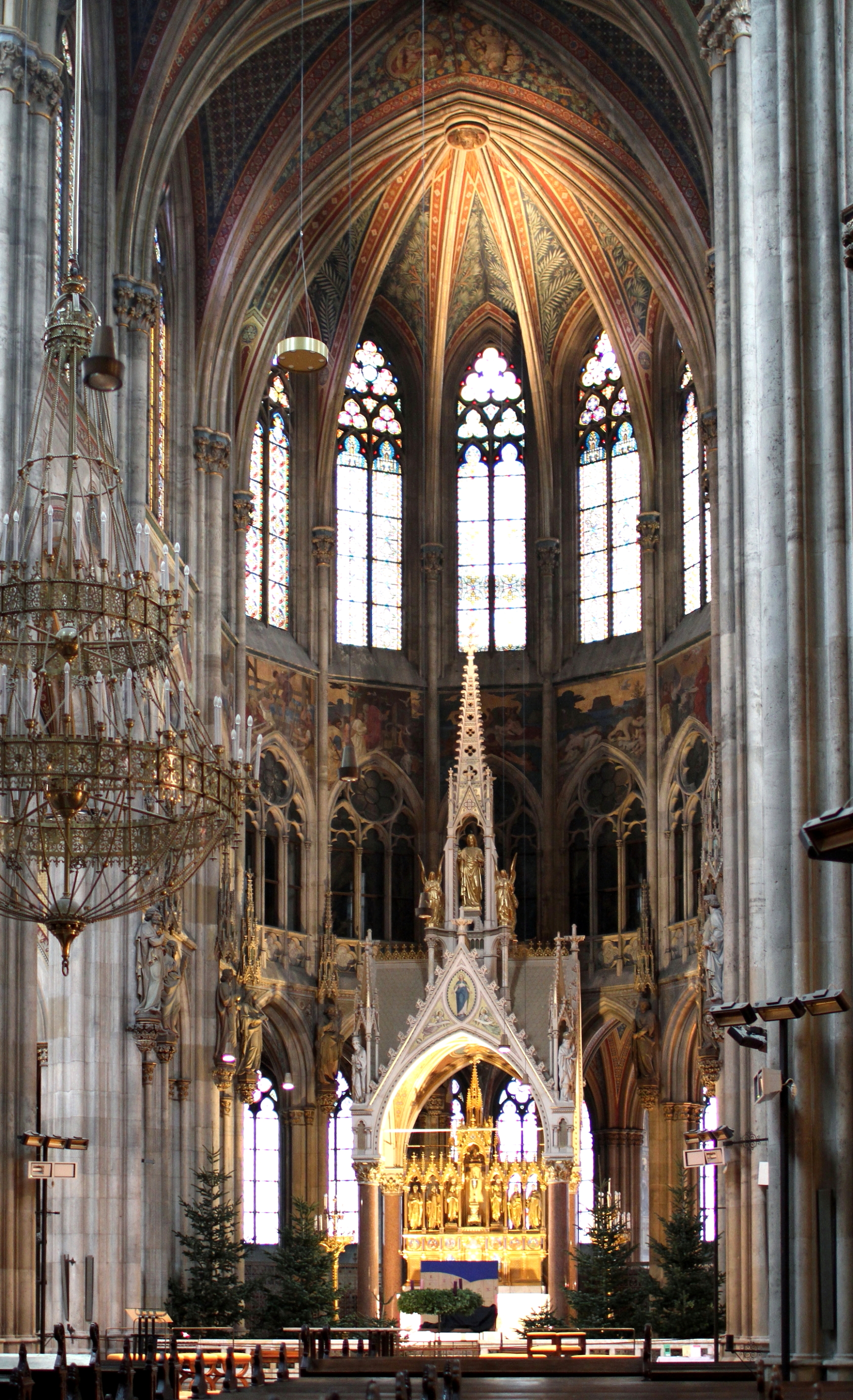
Chor der Votivkirche

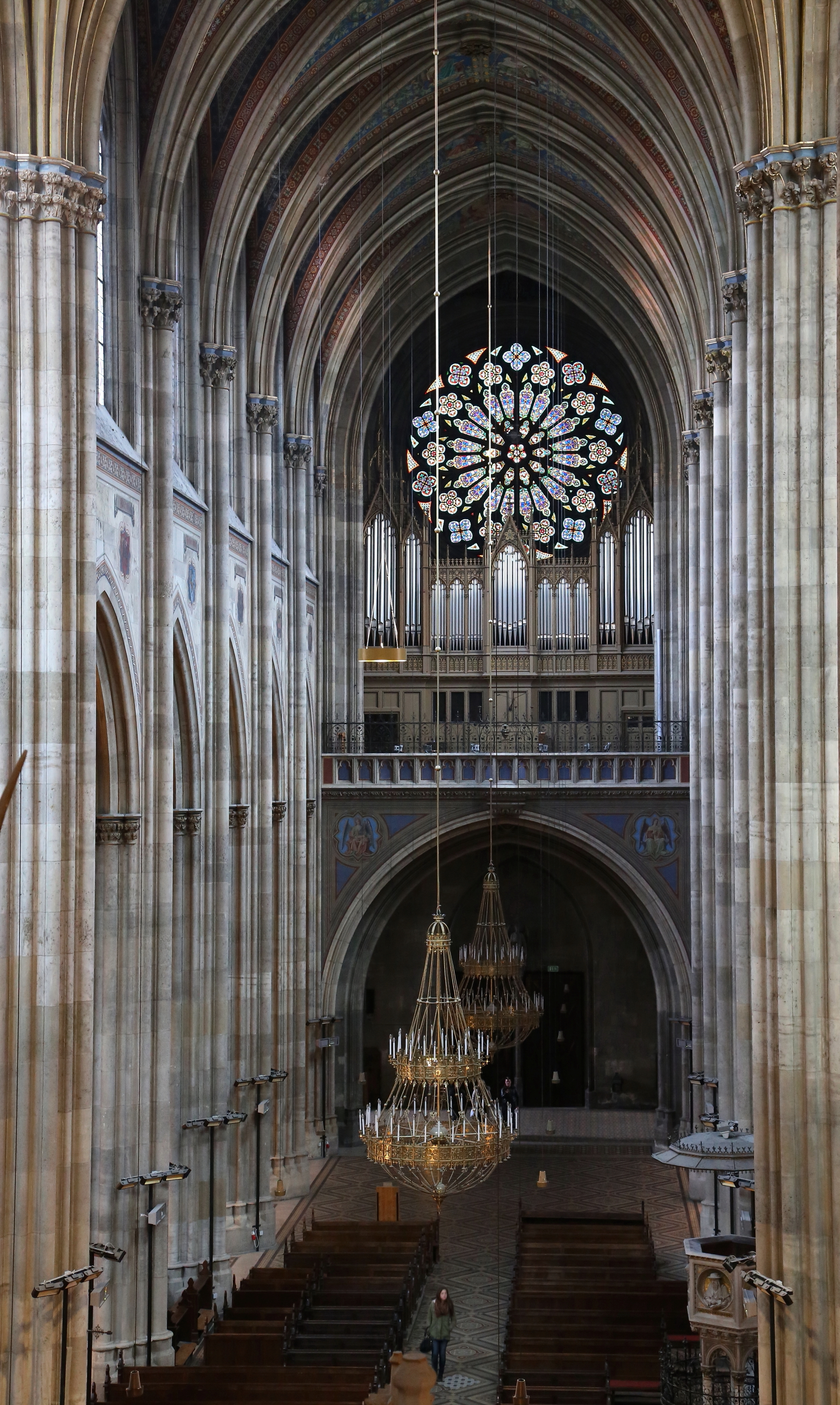
Blick vom ehemaligen Hoforatorium (Museum) Richtung Orgelempore

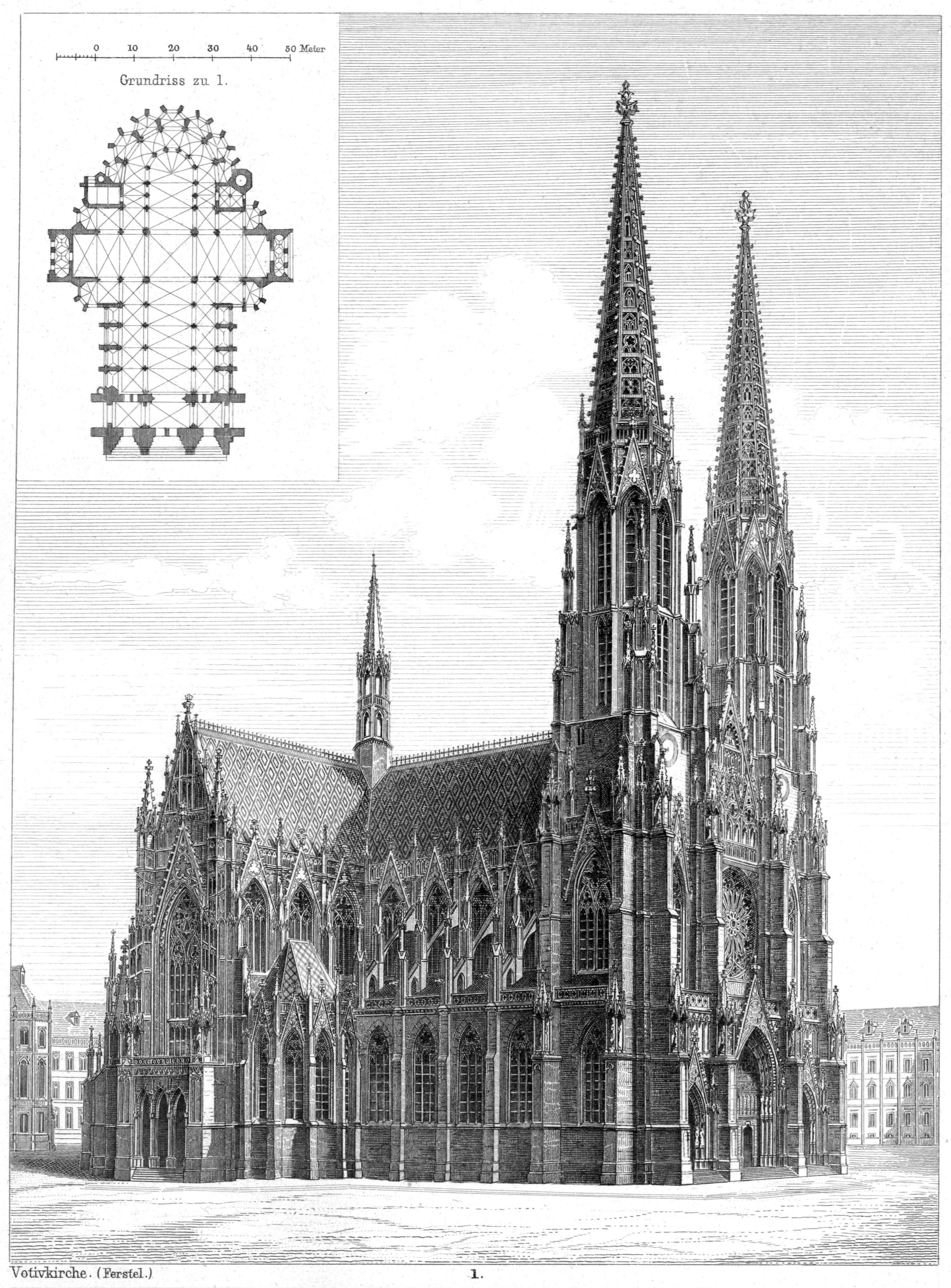
Votivkirche vor 1879, mit Grundriss

### Grundriss
Die Votivkirche ist eine dreischiffige Basilika mit einem Chorumgang und einem Kapellenkranz; der Chor befindet sich im Westen. Das Hauptschiff ist neun Joch lang, das Querschiff hat eine Länge von sieben Joch. Der Punkt an dem sich Lang- und Querhaus schneiden, bildet die Vierung. Anstelle des Vierungsturmes befindet sich hier ein einfacher Dachreiter. Die östliche Hauptfassade wird von zwei kolossalen Türmen bestimmt. Außer der Vierung, welche durch ein Sterngewölbe hervorgehoben wird, zeichnet sich die Votivkirche durch ein Kreuzgewölbe aus. Das Giebeldach des Langhauses und des Querhauses wird gekrönt von einer Firstzier. Die Seitenschiffe haben die halbe Breite und fast die halbe Höhe des Mittelschiffes. Sie sind durch Bündelpfeiler in Arkadenstellung vom Hauptschiff getrennt. Die Seitenschiffe werden durch einzelne Kapellen erweitert, eingezogene Pfeiler trennen sie voneinander. Dieser Aufbau suggeriert eine rudimentäre 5-Schiffigkeit. Die Kapellen die das Querhaus flankieren stoßen bis in die Höhe der Vorhallen desselbigen vor, sodass der Eindruck eines dreischiffigen Querhauses entsteht. Zusätzlich verschleifen sie den Übergang vom Querhausvorsprung zum Chor. Zwischen dem Chorhaus und dem Querhaus sitzt nur 1 Joch, sodass das Chorhaupt beinahe unmittelbar auf dem Querhaus aufsitzt. Dadurch entsteht ein zentralisierender Eindruck. Mit einer Höhe von 99 Metern ist die Votivkirche die zweithöchste Kirche Wiens. Sie wird gelegentlich auch als „Ringstraßendom“ bezeichnet.

### Votivkirche – Entsprechungen als Konzept
Wichtiges Moment der Votivkirche ist die allseitige Durchbrechung und gegenseitige Entsprechung des Baus. Die Vertikalteilung der äußeren Fassaden entspricht der Gestaltung des Innenraumes und entwickelt sich aus dieser. Die Triforienzone im Schiff wird weggelassen, stattdessen wird im Chor die Empore eingefügt. Dies hat eine vertikale Dreiteilung des Chorinnenraums zur Folge: Kapellenkranz, fensterlose Empore und Lichtgaden.
Die Vertikalteilung des Chores schreibt die gesamte äußere Fassadenteilung der Kirche vor. Jede Höhe dieser drei Teile hat Entsprechungen an den übrigen Fassaden, durch Gesimse und Brüstungen werden diese Verbindungen hergestellt. Die unterste Zone des Chores schließt außen mit dem Gesims des Kapellenkranzes ab. Dieses Element der Teilung setzt sich in Brüstungen über den Querhausvorhallen, in Wasserschlägen über den Kapellen des Seitenschiffs fort und bildet schließlich an der Ostfassade das Gesims unter der Skulpturgalerie.
Die Chorempore entspricht in Höhe und Lage genau der Statuengalerie an der Hauptfassade. Der obere Abschluss dieser Empore läuft in Form einer Maßwerkbalustrade am Langhaus entlang und äußert sich als Bekrönung der Seitenschiffe. Der Chorabschluss wird mit der Hochschiff krönenden Maßwerkbrüstung fortgeführt und bildet so den dritten Ring.
Auch die rudimentäre 5-Schiffigkeit wird nach außen entsprechend fortgeführt und sichtbar gemacht, indem die eingezogenen Strebepfeiler, welche die Kapellen bilden, nach außen nicht in einer, sondern in zwei Fialen auslaufen.
Ein zweites wichtiges Moment ist das Gegeneinanderführen und Kreuzen von horizontalen und vertikalen Tendenzen. So werden die Balustradengürtel sowie die Gesimse immer wieder von Wimpergen mit Blendmaßwerk durchstoßen. Wenn ein Gesims durch diese Wimperge gefädelt wird, findet eine weitere Durchdringung statt.
Aufgrund ihrer architektonischen Vollkommenheit gilt die Wiener Votivkirche als eines der bedeutendsten neugotischen Sakralbauwerke der Welt.

#### Baumaterial
Der relativ harte Sandstein, aus dem der Kirchenbau hauptsächlich besteht, stammt aus den Steinbrüchen bei Wöllersdorf sowie aus Brunn am Steinfeld.
Die zwei Türme weisen kein von außen sichtbares Dach auf, sondern bilden oben ein etwas durchsichtige und winddurchlässiges Gerippe aus 8 Streben entlang den Kanten einer schlanken 8-seitigen Pyramide, die nur in der unteren Hälfte der Höhe quer durch Ornament verbunden sind. Die Spitze läuft oben in ein Doppelkreuz aus. Nach oben hin wird die aus Steinen gefügte Konstruktion empfindlicher auf Störungen durch Erdbeben, Windlast oder Besteigen. Um das auf Schwerkraft basierende Gefüge zu festigen, wird der Turmspitz mit 4 knapp innerhalb der Steinstreben verlaufenden Ketten kräftig nach unten gezogen. Mehr als 1 m lange Eisenhebel verstärken die Gewichtskraft eines etwa 50 kg schweren Schiebegewichts dafür auf etwa das 8-Fache.

## Ausstattung und Einrichtung

### Fenster

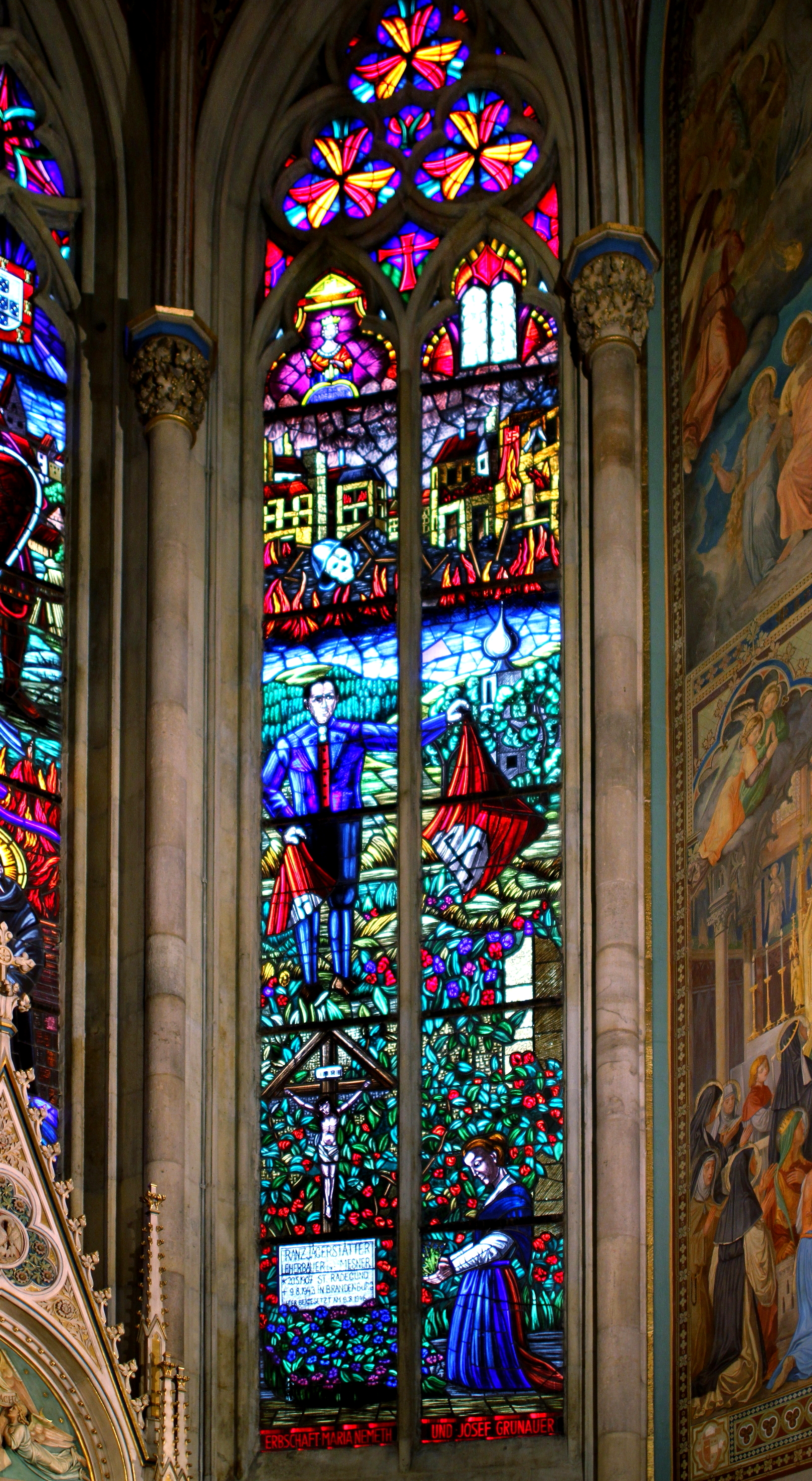
Das „Jägerstätterfenster“ in der Kreuzkapelle

Ursprünglich gab es 78 bemalte Glasfenster mit meist figurenreichen Darstellungen. Die Entwürfe dazu stammen unter anderem von Joseph von Führich, Edward von Steinle, Ferdinand Laufberger und anderen bedeutenden österreichischen Malern. In der Mehrzahl wurden die bemalten Glasfenstern von der Glasmalerei Geyling in Wien und der Glasmalereianstalt Neuhauser in Innsbruck angefertigt. In Summe wurde für die Glasmalerei ein Betrag von 225.000 Gulden aufgewendet, wobei meist Adelige und Geistliche die einzelnen Glasfenster spendeten.
Im Zweiten Weltkrieg wurden die Glasfenster der Votivkirche zerstört und anschließend provisorisch verglast. Bei der Kirchenrestaurierung von 1960 bis 1973 erfolgte großteils eine Neugestaltung der Glasfenster, denn bis auf die große Rose an der Hauptfassade und das Kaiser-Fenster von Eduard von Steinle an der rechten Stirnseite des Querhauses fehlten die Originalzeichnungen, so dass sie in ihrer ursprünglichen Form nicht mehr rekonstruiert werden konnten. Im Zuge dieser Neugestaltung wurde 1972/1973 auch ein Glasfenster mit dem Thema Widerstand und Franz Jägerstätter eingesetzt, das mittels eines Teils der Erbschaftsmasse der Kammersängerin Mária Németh finanziert wurde. Dies war das erste Sakralkunstwerk, das das Martyrium des oberösterreichischen Kriegsdienstverweigerers aufgegriffen hat. Es befindet sich in der Kreuzkapelle, auch als Werktags- und ehemals als Kaiserkapelle bezeichnet.
Es gibt in der Votivkirche auch ein Fenster mit einer Szene aus dem Konzentrationslager Mauthausen. Bei dem Häftling mit der Segenshand handelt es sich um den Kaplan Heinrich Maier, der am letzten Hinrichtungstag vor der Befreiung Österreichs im Wiener Landesgericht enthauptet wurde.

### Altäre und Kapellen
An den vier Schnittpunkten des Langhauses zum Querhaus befinden sich vier Kapellen, die Bischofs-, die Rosenkranz-, die Kreuz- und die Taufkapelle. Weitere Altäre beziehungsweise Kapellen gibt es an der linken und rechten Seite des Langhauses und den Marienaltar in der Mitte des Chorumganges.

#### Hochaltar

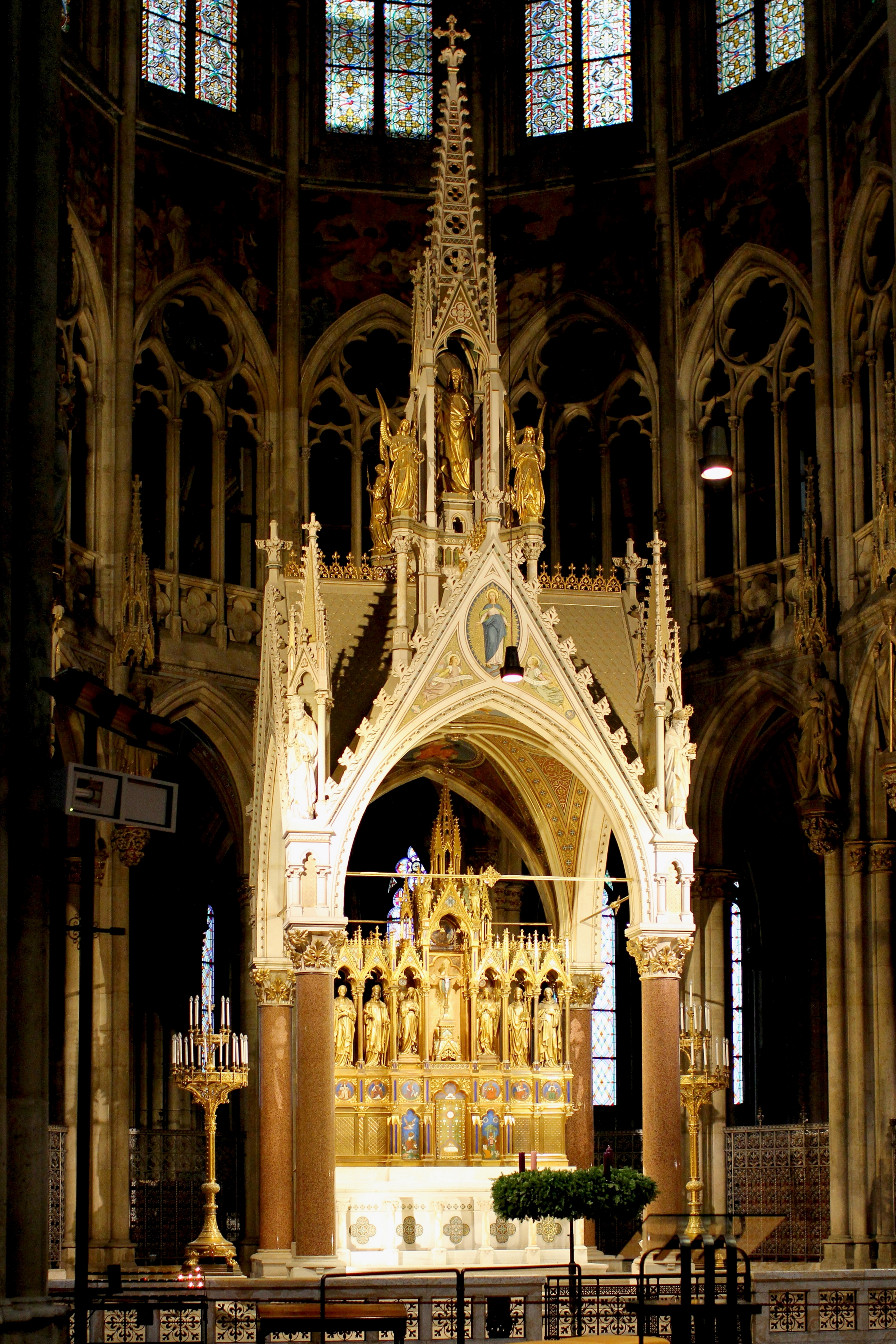
Hochaltar

Der Hochaltar ist eine Kombination aus einem Ziborien- und einem Altarretabel. Er wurde vom Bildhauer Joseph Gasser entworfen und teilweise gefertigt. Das Ziborium hat die Form zweier sich kreuzender Giebeldächer, über deren Durchschneidungspunkt sich eine Fialenbekrönung erhebt. Im Zentrum der Fiale steht eine rund 1,8 Meter hohe Heilands-Figur, umgeben von vier auf kleinen Säulen ruhenden Engelsfiguren mit den Leidenswerkzeugen. In den Eckfialen des Ziboriums, das von vier Säulen aus rotem sächsischen Granit getragen wird, stehen vier kleinere Heiligenfiguren. Links der Kirchenpatron Karl Borromäus und der Schutzheilige des Gründers, Maximilian von Celeia. Rechts stehen Hilarius von Poitiers und Bernhard von Clairvaux.
Das Ziborium ist sowohl innen als auch außen an der Giebelfläche bemalt. Die vordere Giebelfläche ist eine Widmung von Papst Pius IX. und wurde in Rom gefertigt. Der Altartisch ist aus Laaser Marmor gefertigt und wird von sechs Säulen aus ägyptischem Alabaster gestützt. Auf dem Altartisch aufgesetzt ist das rund vier Meter hohe Retabulum aus vergoldeter Bronze mit farbigen Emailbildern.
Ursprünglich entwarf und fertigte Andreas Halbig den Hauptaltar für die Votivkirche. Dieser wurde jedoch von Ferstel abgelehnt, weil er den Durchblick auf den Chorumgang verhindert hätte. Daher wurde er 1873 in der Wiener Augustinerkirche aufgestellt, wo er sich noch heute befindet.

#### Bischofskapelle

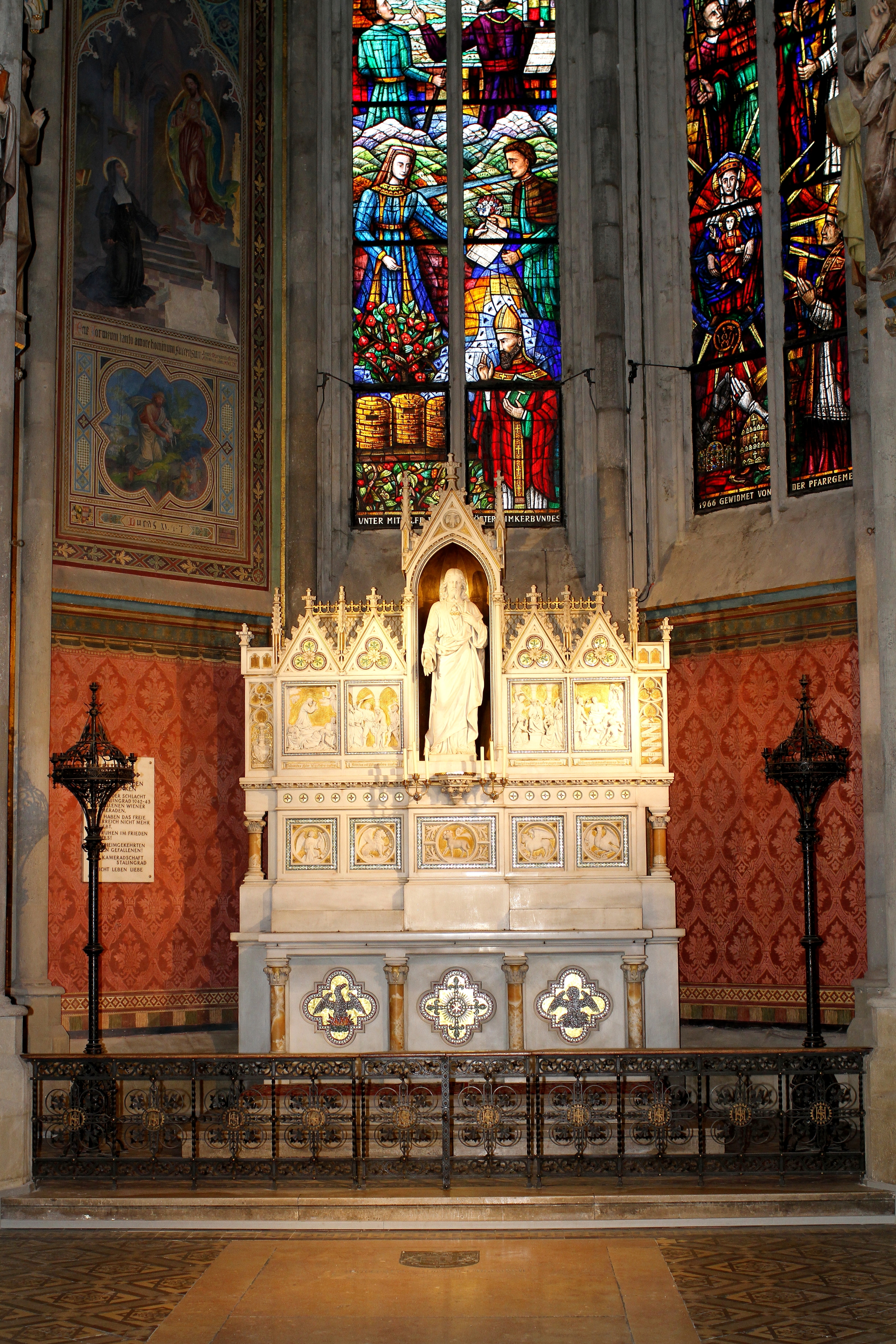
Die Bischofskapelle

Die Bischofskapelle, auch als Herz-Jesu-Kapelle bezeichnet, mit dem Herz-Jesu-Altar befindet sich an der rechten und der Empore zugewandten Schnittkante des Langhauses mit dem Querschiff. Die vier Fenster sind den Heiligen Ambrosius von Mailand (Kirchenlehrer), Altmann von Passau (Gründer des Stiftes Göttweig), Klemens Maria Hofbauer (Stadtpatron von Wien) und dem Papst Pius II. gewidmet. Der Altar ist aus Laaser Marmor. Am Altartisch befinden sich an der Vorderseite drei Medaillons. Das mittige zeigt das Kreuz des Auferstandenen mit einem Strahlenkranz, links davon einen Phönix, der aus den Flammen steigt, und rechts einen Pelikan, der seinen Jungen mit Herzblut nährt. Am Altaraufsatz sind die Symbole der vier Evangelisten und in der Mitte das Opferlamm Christus dargestellt. Bekrönt wird der Altar von einer Herz-Jesu-Statue und mit vier Reliefs, die Szenen aus der Passion Christi darstellen.

#### Rosenkranzkapelle

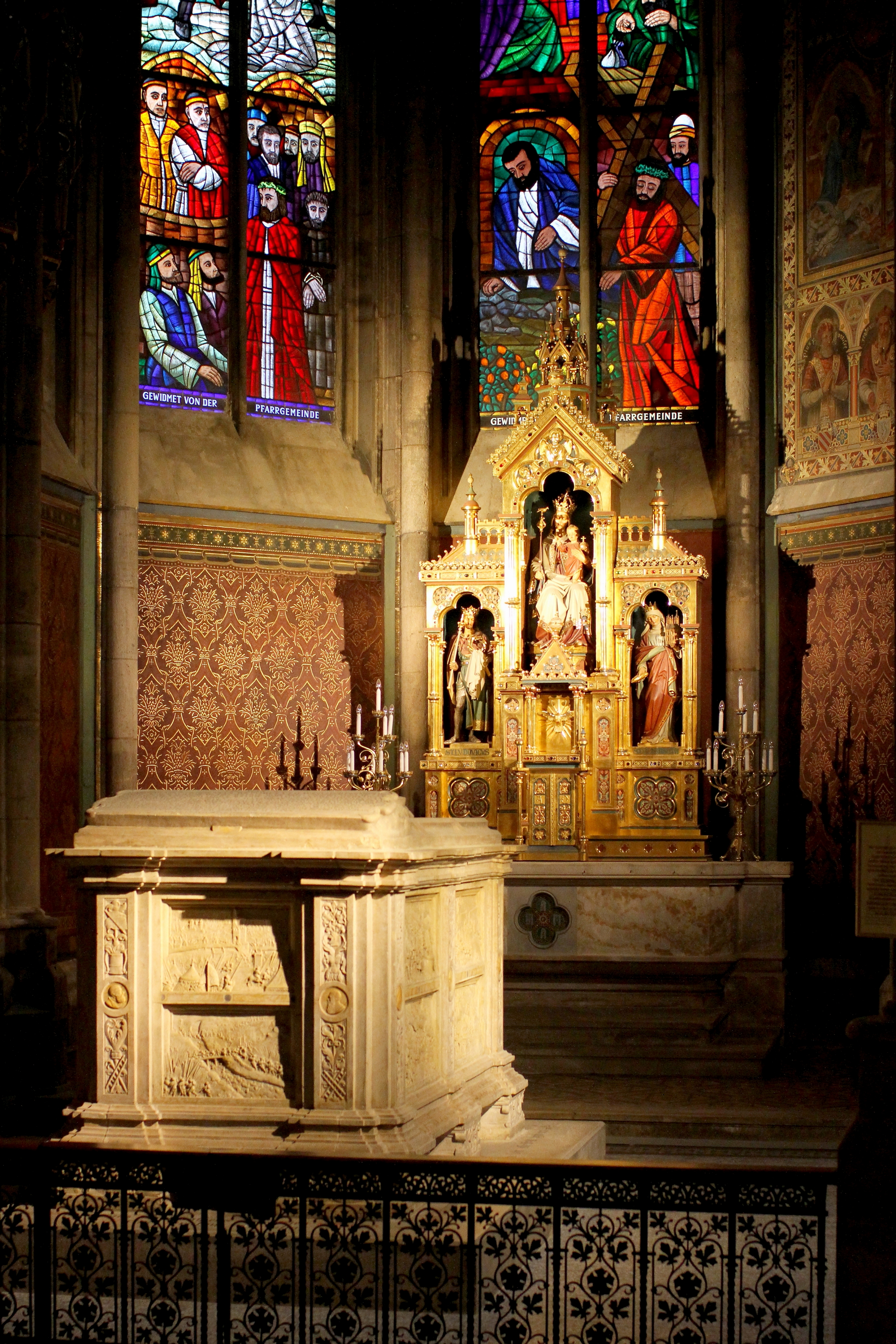
Rosenkranzkapelle

Die Rosenkranzkapelle an der rechten Ecke vom Presbyterium und Querhaus wurde früher als Prinzenkapelle bezeichnet. In dieser Kapelle war bis 1986 ein spätgotischer Antwerpener Altar aufgestellt. Derzeit ist in dieser Kapelle die Tumba vom Grafen Niklas von Salm aufgestellt. Dieses Grabmal stiftete Kaiser Ferdinand I. aus Dankbarkeit, weil Salm als Befehlshaber des österreichischen Heeres 1529 Wien erfolgreich gegen die Türken verteidigte. Die Tumba wurde 1548 in der Dorotheerkirche aufgestellt. Nach der Auflösung der Kirche im Zuge des Josephinismus wurde die Tumba von der Familie Salm-Reifferscheidt erworben und 1790 auf die Pappelinsel des Mühlteiches in Raitz in der Nähe deren Schlosses Raitz nach Mähren umgesetzt. Da die Votivkirche eine Heldenkirche sein sollte, veranlasste der Wiener Altertumsverein 1878, dass die Tumba wieder nach Wien zurückgebracht wurde, indem mit der Familie Salm-Reifferscheidt ein Leihvertrag ausgehandelt wurde. Ein Jahr später wurde sie in der Votivkirche aufgestellt, wo sie sich heute noch als Leihgabe befindet.

#### Kreuzkapelle

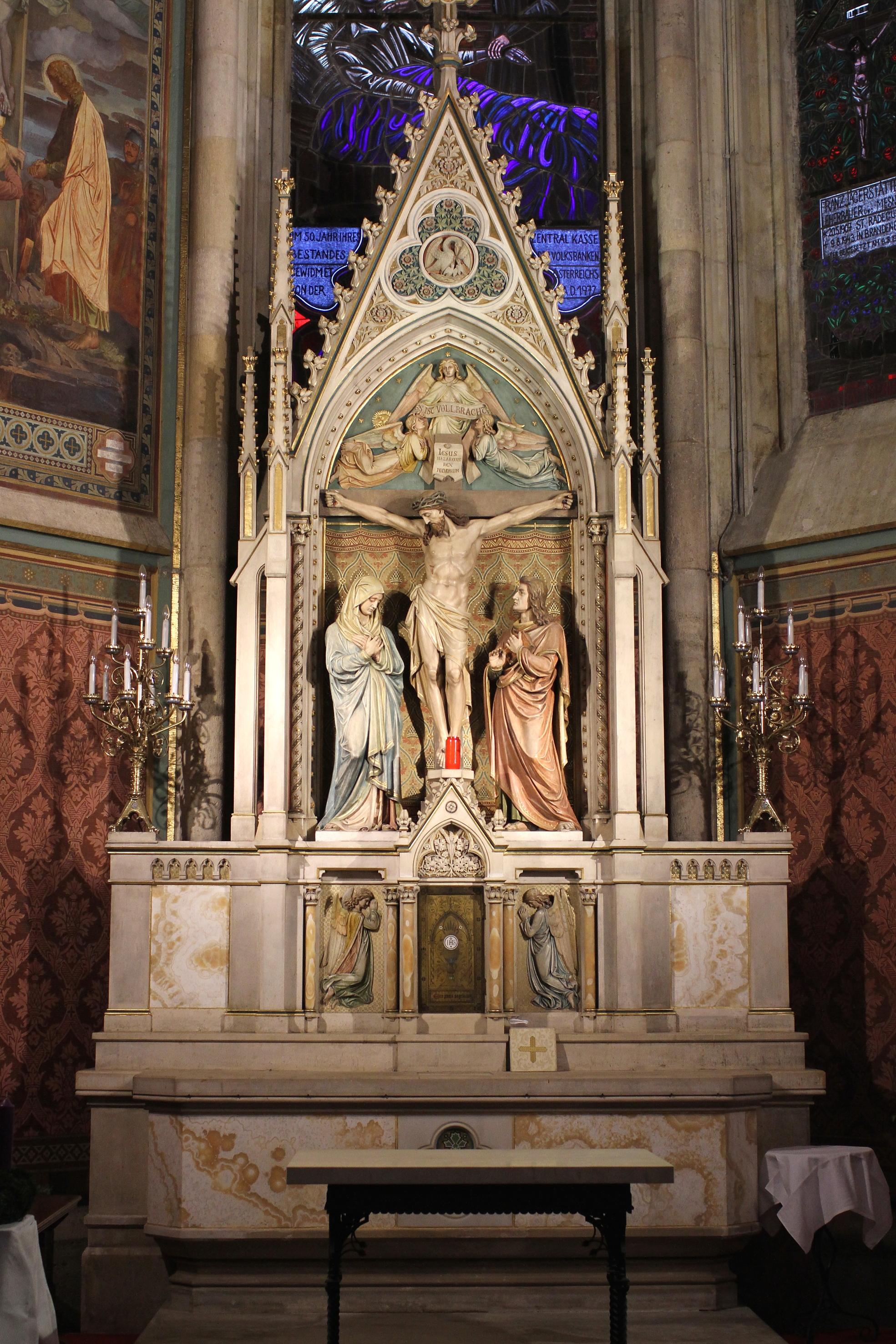
Kreuzkapelle

Die Kreuzkapelle, ehemals als Kaiserkapelle bezeichnet, an der linken Ecke vom Presbyterium und Querhaus ist nach dem Kreuzaltar benannt. Die Wandmalereien haben als Thema die Verehrung der Eucharistie. Von den beiden Fenstern ist das rechte dem Kriegsdienstverweiger Franz Jägerstätter und das linke dem Spanier Johannes von Gott gewidmet. Der Zweitgenanntere diente beim spanischen Hilfskorp bei der Verteidigung Wiens gegen die Türken 1529. Später gründete er den Orden der Barmherzigen Brüder. Der Altar ist vorwiegend aus sogenannten istrianischen Kalkstein (Grisignanostein) gefertigt und für die Säulen sowie die Füllungsflächen wurde ägyptischen Alabaster verwendet. Der Altar zeigt ein Kruzifix zwischen der heiligen Maria und dem Apostel Johannes.

#### Taufkapelle

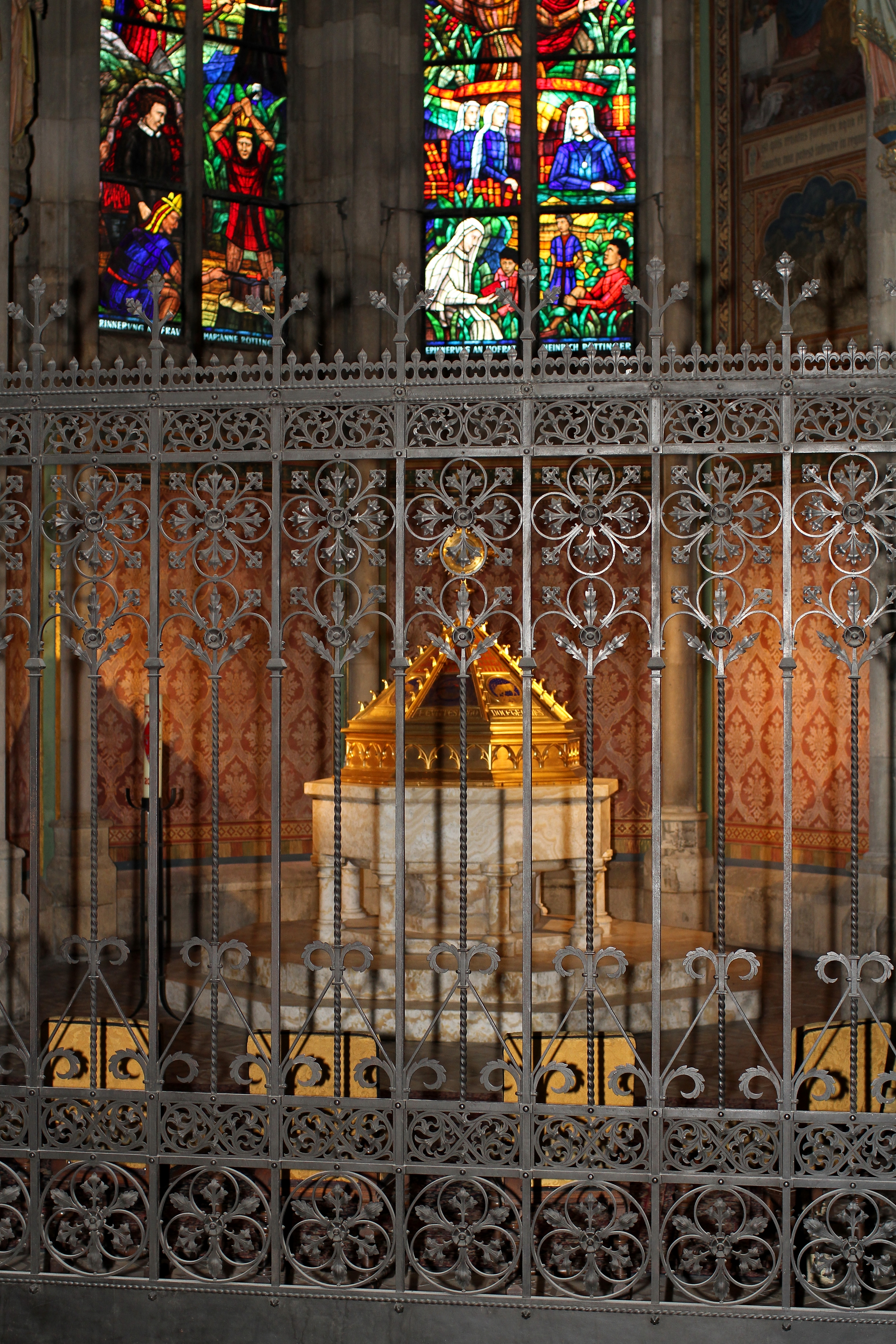
Taufkapelle

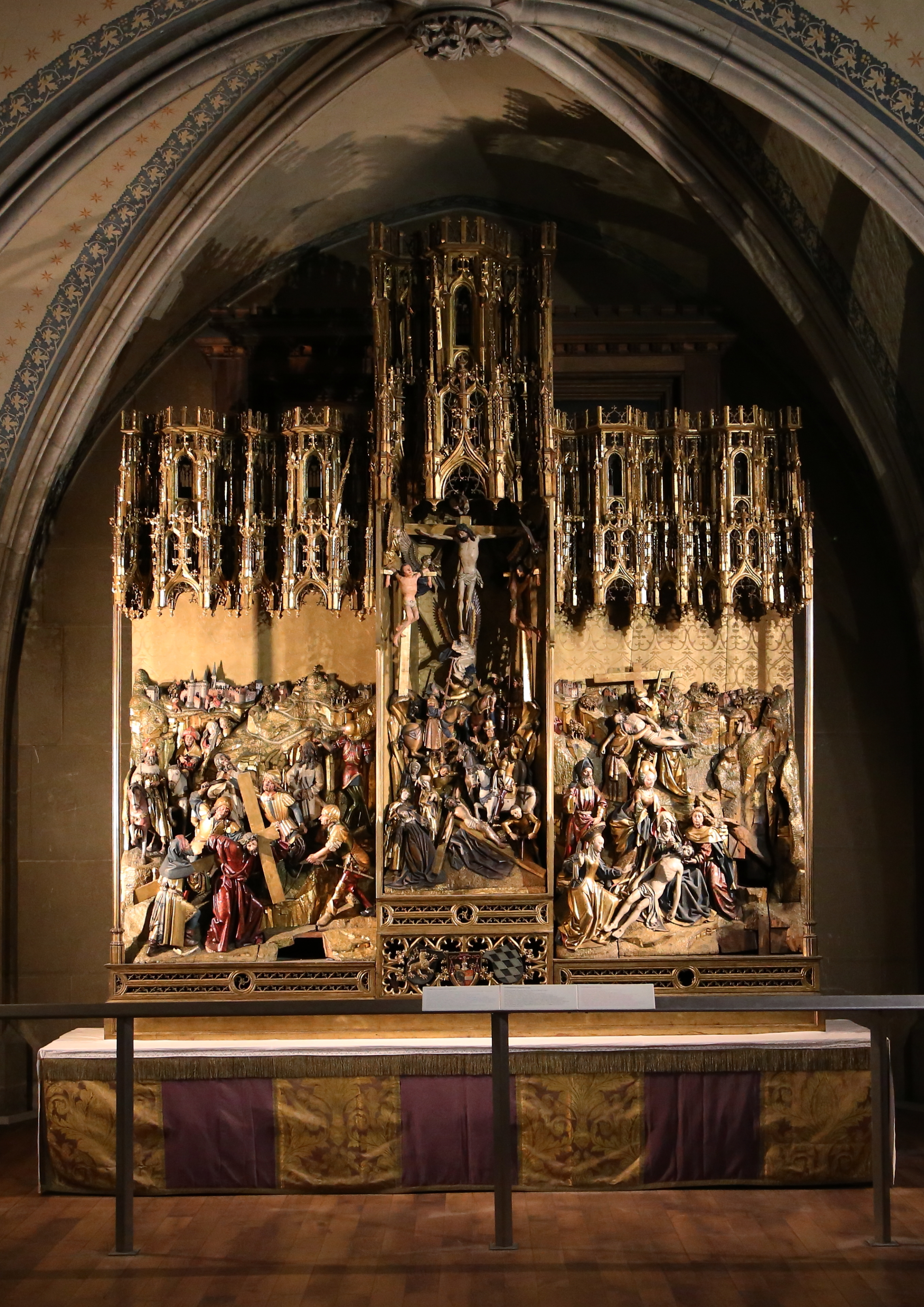
Antwerpener Altar im Hoforatorium (Museum)

Die Taufkapelle befindet sich in der linken Ecke vom Lang- und Querhaus. Darin ist ein achteckiger Taufstein aus ägyptischen Marmor (Alabaster) aufgestellt. Die Säulen sind mit den Statuen der heiligen Märtyrer Katharina von Alexandrien, Laurentius von Rom, Barbara von Nikomedien und Stephanus geschmückt. Ursprünglich war in dieser Kapelle die Tumba des Grafen Niklas Salm aufgestellt.

#### Antwerpener Altar
Die Votivkirche besitzt einen der berühmten Antwerpener Altäre (Retabel), der in dem als Museum eingerichteten ehemaligen Hoforatorium ausgestellt ist. Diese flämische Holzschnitzarbeit aus der Mitte bzw. zweiten Hälfte des 15. Jahrhunderts mit originaler Polychromie stellt Passionsszenen dar.

### Orgeln
In der Votivkirche gibt es drei Orgeln. Auf der Empore über dem Haupttor befindet sich die große Walcker-Orgel. Außerdem gibt es zwei Chororgeln: die neue Chororgel steht vorne im rechten Seitenschiff, und die alte Chororgel steht im Kapellenkranz.

#### Große Orgel
Die Orgel wurde 1878 von der Orgelbauanstalt E. F. Walcker (Ludwigsburg) erbaut, nachdem sämtliche Orgelbaufirmen in der österreichischen Monarchie außerstande waren, den Auftrag auszuführen. 1915 wurde eine elektrische Windanlage installiert. Die Prospektpfeifen fielen der Rüstungsindustrie des Ersten Weltkriegs zum Opfer und wurden 1923 durch Zinkpfeifen ersetzt.
In den Jahren 1995 bis 1996 wurde das Instrument durch die Orgelbaufirma Klais (Bonn) grundlegend restauriert, wobei die Orgel und insbesondere die Disposition praktisch unverändert blieben. Klais rekonstruierte dabei auch die 1917 beschlagnahmten, zinnernen Prospektpfeifen. Die Orgel ist das einzige Werk dieser Bauweise und Größe, die weitgehend original erhalten ist und gilt daher heute als eine der bedeutendsten Denkmalorgeln der Welt.
19 Zink-Prospektpfeifen von 1923 wurden Anfang des 21. Jahrhunderts für ein Orgelbauprojekt in der Prandtauerkirche St. Pölten aufgearbeitet und dort eingebaut.
Das Instrument hat 61 Register (3762 Pfeifen) auf drei Manualen und Pedal. Die Spiel- und Registertrakturen sind mechanisch, das Instrument hat Kegelladen und im ersten Manual eine Barker-Maschine.
| I Hauptwerk C–f3 |                   |        |
| 01.              | Principal         | 16′    |
| 02.              | Flauto major      | 16′    |
| 03.              | Principal         | 08′    |
| 04.              | Floetenprincipal0 | 08′    |
| 05.              | Hohlfloete        | 08′    |
| 06.              | Viola di Gamba    | 08′    |
| 07.              | Gemshorn          | 08′    |
| 08.              | Bourdon           | 08′    |
| 09.              | Quintatön         | 08′    |
| 10.              | Octav             | 04′    |
| 11.              | Rohrfloete        | 04′    |
| 12.              | Floete            | 04′    |
| 13.              | Quinte            | 5 1⁄3′ |
| 14.              | Nasard            | 2 ⁄3′  |
| 15.              | Octav             | 02′    |
| 16.              | Terz              | 3 1⁄5′ |
| 17.              | Mixtur VI         | 2 ⁄3′  |
| 18.              | Cornett V         | 08′    |
| 19.              | Scharff III       | 01′    |
| 20.              | Fagott            | 16′    |
| 21.              | Posaune           | 08′    |
| 22.              | Clairon           | 04′    |
| 23.              | Cornettino        | 02′    |

| II. Manual C–f3 |                |       |
| 24.             | Bourdon        | 16′   |
| 25.             | Salicional     | 16′   |
| 26.             | Principal      | 08′   |
| 27.             | Gedeckt        | 08′   |
| 28.             | Salicional     | 08′   |
| 29.             | Aeoline        | 08′   |
| 30.             | Octav          | 04′   |
| 31.             | Hohlfloete     | 04′   |
| 32.             | Spitzfloete    | 04′   |
| 33.             | Superoctav     | 02′   |
| 34.             | Mixtur V       | 2 ⁄3′ |
| 35.             | Fagott & Oboe0 | 08′   |
| 36.             | Trompete       | 08′   |
| 37.             | Corno          | 04′   |

| III Schwellwerk C–f3 |                  |    |
| 38.                  | Geigenprincipal0 | 8′ |
| 39.                  | Spitzfloete      | 8′ |
| 40.                  | Lieblichgedeckt  | 8′ |
| 41.                  | Concertfloete    | 8′ |
| 42.                  | Dolce            | 8′ |
| 43.                  | Fugara           | 4′ |
| 44.                  | Gemshorn         | 4′ |
| 45.                  | Traversfloete    | 4′ |
| 46.                  | Piccolo          | 2′ |
| 47.                  | Clarinette       | 8′ |

| Pedal C–d1 |                |         |
| 48.        | Grand Bourdon0 | 32′     |
| 49.        | Principalbass  | 16′     |
| 50.        | Violonbass     | 16′     |
| 51.        | Subbass        | 16′     |
| 52.        | Quintbass      | 10 2⁄3′ |
| 53.        | Bourdon        | 08′     |
| 54.        | Violoncello    | 08′     |
| 55.        | Octavbass      | 08′     |
| 56.        | Floetenbass    | 08′     |
| 57.        | Terzbass       | 6 2⁄5′  |
| 58.        | Octavbass      | 04′     |
| 59.        | Bombardon      | 16′     |
| 60.        | Trompete       | 08′     |
| 61.        | Clarino        | 04′     |

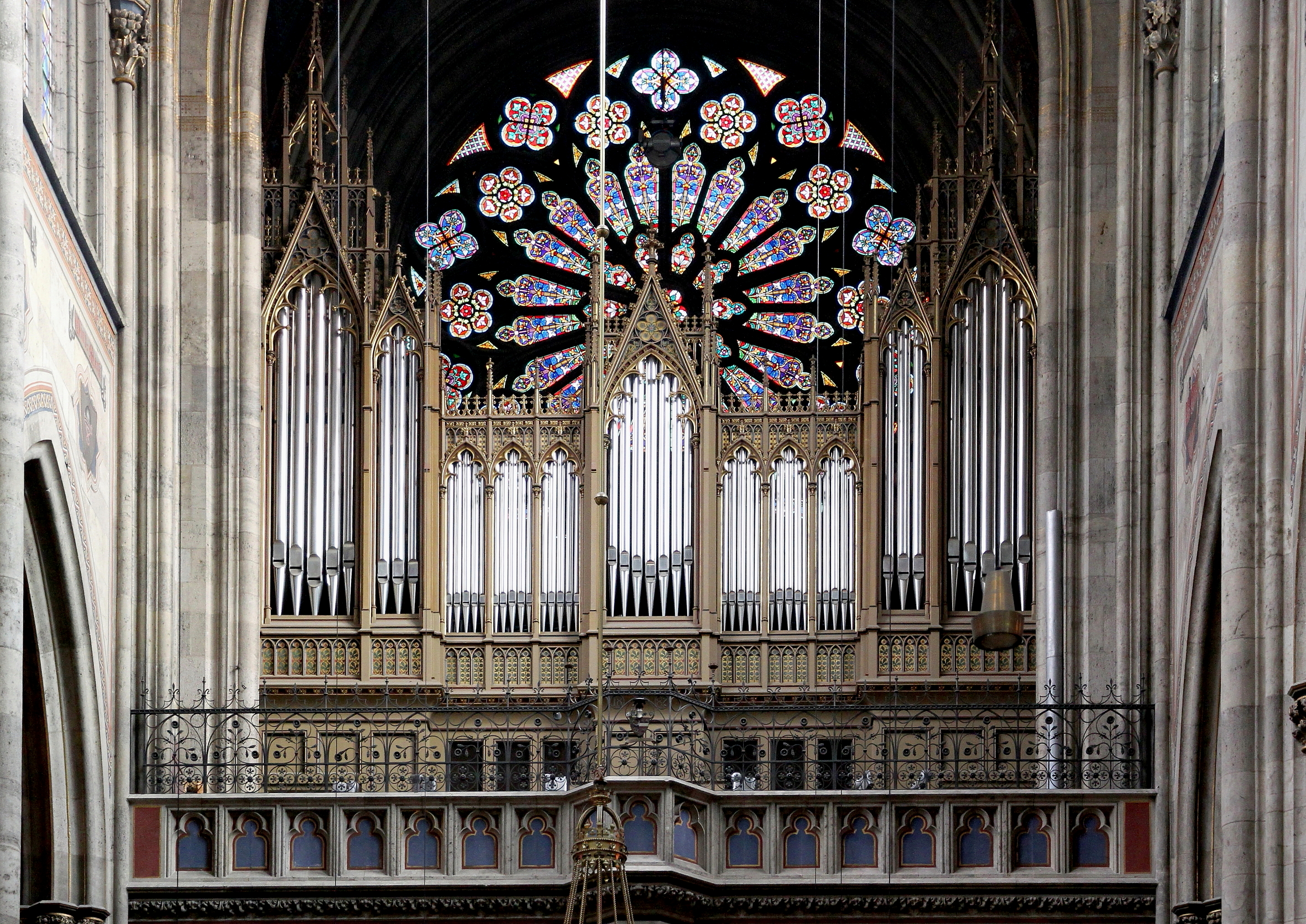
Hauptorgel von 1878

- Koppeln: III/I, II/I, III/II, I/P, II/P, III/P

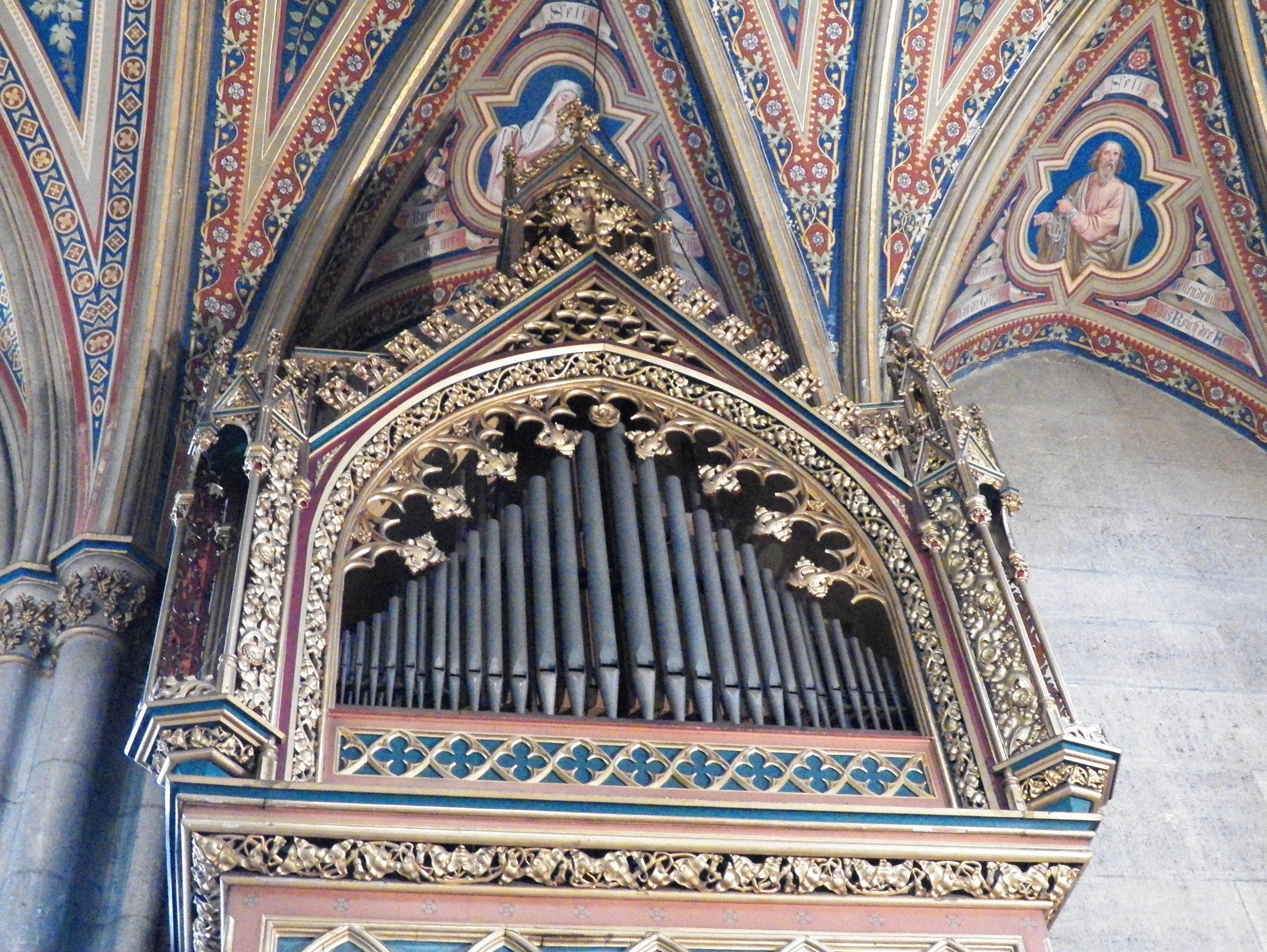
Alte Chororgel

#### Alte Chororgel
Die alte Chororgel befindet sich im Kapellenkranz rechts vorne hinter dem Chorgitter und wurde 1904 von Franz Capek (1857–1938) gefertigt. Ursprünglich hatte die Orgel ein zweimanualiges pneumatisches Werk. 1949 erfolgte ein Umbau auf zehn Register auf einem Manual und Pedal, Schleifladen und mechanische Traktur. Das Gehäuse stellt kunsthistorisch einen besonderen Wert dar.

#### Neue Chororgel

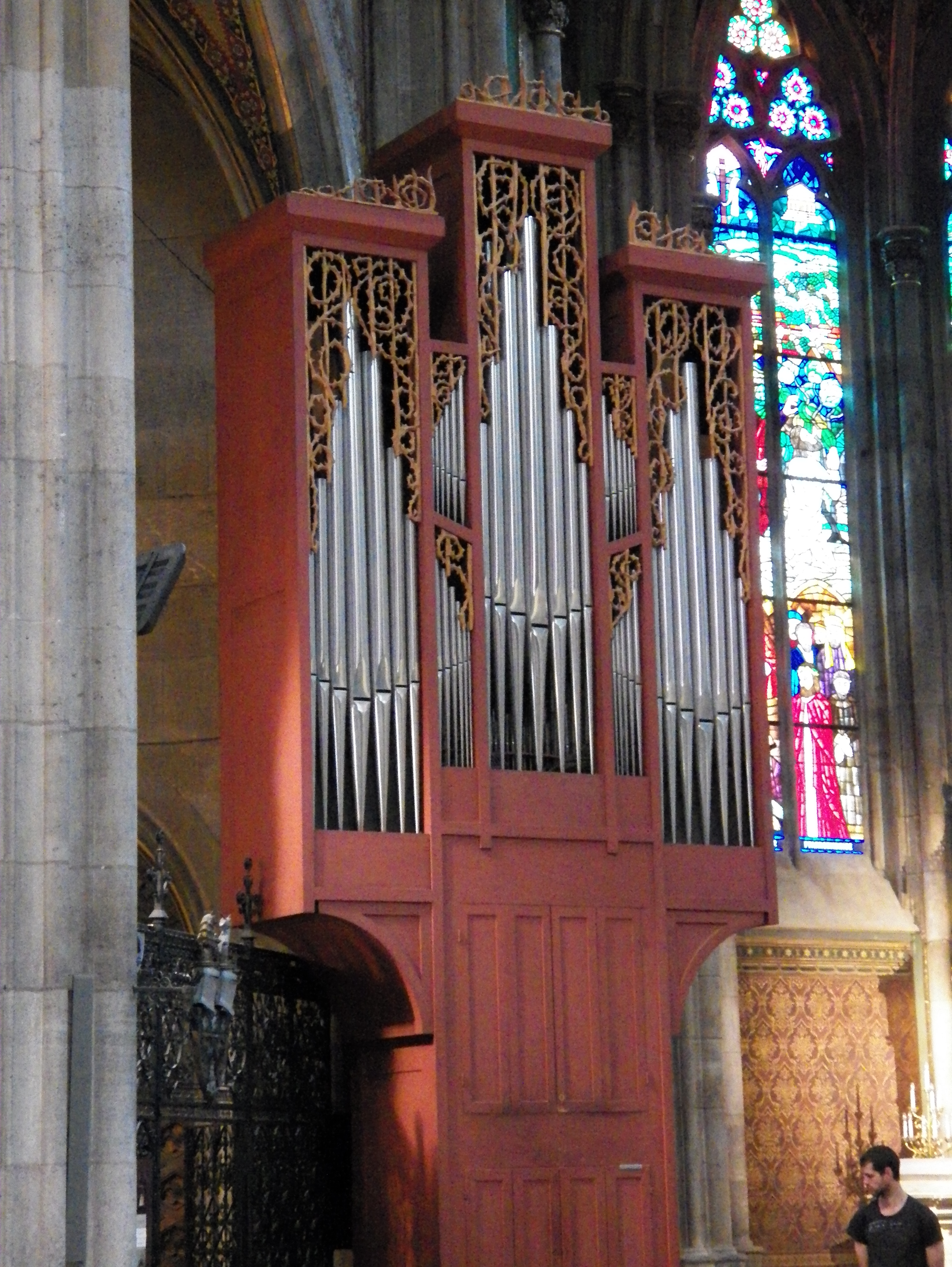
Neue Chororgel

Die neue Chororgel mit 18 Registern auf Schleifladen, zwei Manualen und Pedal mit mechanischer Spiel- und Registertraktur wurde von dem Wiener Orgelbaumeister Philipp Eppel (1907–1987) angefertigt und 1970 eingeweiht. Der Entwurf des schlichten Gehäuses und die Intonation stammt von Orgelbaumeister Herbert Gollini.
| I Hauptwerk C–f3 |                |       |
| 1.               | Spitzflöte     | 8'    |
| 2.               | Oktave         | 4'    |
| 3.               | Nasard         | 2 ⁄3' |
| 4.               | Flachflöte     | 2'    |
| 5.               | Terz           |       |
| 6.               | Mixtur V-VII 0 | 4'    |

| II Schwellwerk C–f3 |             |       |
| 07.                 | Prinzipal   | 8'    |
| 08.                 | Gedeckt     | 8'    |
| 09.                 | Rohrflöte   | 4'    |
| 10.                 | Prinzipal   | 2'    |
| 11.                 | Quinte      | 1 ⁄3' |
| 12.                 | Climbel III |       |
| 13.                 | Krummhorn 0 | 8'    |
|                     | Tremulant   |       |

| Pedalwerk C–f1 |                   |     |
| 14.            | Subbaß            | 16' |
| 15.            | Oktavbaß          | 08' |
| 16.            | Choralbaß         | 04' |
| 17.            | Rauschpfeife IV 0 |     |
| 18.            | Fagott            | 16' |

- Koppeln: II/I, I/P (auch als Superoktavkoppel), II/P